# Ena, Gifu
Ena (恵那市 Ena-shi)　là một thành phố thuộc tỉnh Gifu, Nhật Bản.